# الهيئة المنظمة للاتصالات (لبنان)
الهيئة المنظمة للاتصالات هي مؤسسة عامة مستقلة، جرى تأسيسها بموجب القانون 431/2002، وأنيط بها تحرير وتنظيم وتطوير قطاع الاتصالات في لبنان. باشرت الهيئة بالقيام بعملياتها إثر تعيين مجلس إدارتها في شهر شباط 2007.
ومن خلال وضع التنظيم المناسب، تشجع الهيئة الاستثمار وتحافظ على استقرار السوق. وهي تصدر التراخيص والأنظمة والقرارات، وتتولى إدارة حيز الترددات ومخطط الترقيم، كما وتراقب السوق، منعا لأي إساءة استعمال للقوة التسويقية الهامة وتلافيا للممارسات المناهضة للمنافسة، فضلا عن اتخاذها الإجراءات العلاجية عند الضرورة. كما أننا مسؤولون عن المحافظة على استقرار السوق وتطوير القطاع، من خلال سعينا إلى بناء سوق اتصالات زاهرة وتنافسية وخلاقة.
إن إنشاء «الهيئة المنظمة للاتصالات» هو علامة بارزة تشير إلى انطلاق عملية تحرير قطاع الاتصالات اللبناني وإعادة هيكلته.

## الأهداف والرؤية
إن مهمتنا هي إرساء بيئة تنظيمية تعزز قيام سوق اتصالات تنافسية، لتقديم أفضل الخدمات بأسعار معقولة لأوسع شريحة من الشعب اللبناني.
وفيما نناضل في سبيل إنجاز مهمتنا هذه، فإننا نخلص الولاء بإصرار لقيمنا الأساسية المتمثلة بالاستقلالية، والشفافية، والمساءلة والإنصاف. وتدمج مؤسستنا بأسرها هذه القيم في كل خطوة من خطوات عملنا.

## المهام والصلاحيات
تم تأسيس «الهيئة المنظمة للاتصالات» بموجب القانون رقم 431 الصادر عام 2002، بوصفها وكالة حكومية مستقلة، مهمتها تحرير وتنظيم وتطوير قطاع الاتصالات في لبنان.
وقد نص القانون 431/2002 على واجبات الهيئة كاملة، وهي تشمل:
- تشجيع المنافسة في مجال الاتصالات
- ضمان شفافية الأسواق
- رصد التعرفات ومنع التصرفات غير التنافسية
- العمل كوسيط وهيئة تحكيم لتسوية النزاعات التي تنشأ بين المرخص لهم
- إعداد مشاريع المراسيم والأنظمة
- تنظيم الامتيازات، وإصدار التراخيص، أو تعديلها أو تعليقها أو سحبها، والإشراف على تطبيق هذه الامتيازات والتراخيص
- وضع قواعد الترابط ومراجعة عقوده
- صياغة المعايير والإجراءات التقنية اللازمة لرصد الامتثال لهذه المعايير
- وضع معايير وتدابير لإعادة النظر في الشكاوى و/أو الطلبات التي يمكن أن تنشأ من تطبيق القانون الحالي، والقرارات المتعلقة بها
- حماية المستهلك وتسهيل استخدام الاتصالات بالنسبة لمؤسسات الرعاية التعليمية والصحية والأشخاص ذوي الحاجات الخاصة

## الوحدات
تتألف «الهيئة المنظمة للاتصالات» من أربع وحدات رئيسية بالإضافة إلى القسم الإداري والمالي، تعمل جميعها بإشراف رئيس مجلس الإدارة والرئيس التنفيذي للهيئة.
ويرأس كل وحدة عضو مجلس إدارة مسؤول أيضا عن متابعة التنسيق مع مختلف الوحدات.
ثمة أقسام ثلاثة تهتم بالإدارة والمالية وتدقيق الحسابات، يشرف عليها مباشرة رئيس مجلس الإدارة والمدير التنفيذي ل«الهيئة المنظمة للاتصالات». وفيما يضمن القسم الإداري تطبيق التنظيم الداخلي ومتابعة شؤون الموارد البشرية، فإن القسم المالي هو المسؤول عن القضايا المتصلة بموازنة الهيئة والضمانات التي تكفل تنفيذها واستخدامها على النحو الملائم. في حين يضطلع قسم تدقيق الحسابات بمهمة مراجعة الموازنة وحسابات الهيئة، بما يضمن تنفيذها وفقا لقرارات مجلس الإدارة.
هذه الوحدات هي:
وحدة السوق والمنافسة
تتولى هذه الوحدة مسؤولية جميع الشؤون الاقتصادية المرتبطة بسوق الاتصالات، بما في ذلك الجوانب المالية والتقنية. ولدى إجرائها التحليلات والتقييمات والبحوث الاقتصادية والمالية والتقنية، تدرس الوحدة إمكانيات سوق الاتصالات وتضع التوجيهات اللازمة لتطويرها.
ويركز الجزء الأكبر من دور الوحدة على اقتراح السياسات ووضع شروط الخدمات التقنية ورصد مدى التقيد بها. كما أنها مسؤولة عن دراسة التعرفات والرسوم صونا للمنافسة العادلة.
وحدة تقنيات الاتصالات
تتصدى هذه الوحدة لكل المسائل التكنولوجية المرتبطة بالموارد التقنية، ومعدات الاتصالات ولوازمها. ويقع حيز الترددات الراديوية ضمن مسؤولياتها، وكذلك إدارة الترقيم وضمان تطبيق تقني سليم لاتفاقات الترابط.
بالإضافة إلى ذلك، تؤدي الوحدة دورا رقابيا مهما في ما يتعلق بنوعية الخدمة وحقوق الارتفاق على العقارات المملوكة من الدولة والبلديات. ومن خلال رصد أحدث تطورات التكنولوجيا عبر إرساء المعايير، تضمن الوحدة وجود سوق اتصالات حديثة ومتطورة.
وحدة الشؤون القانونية والترخيص
هذه الوحدة هي المسؤولة عن مراقبة نشاطات مقدمي الخدمات، وإدارة إجراءات الترخيص، وتحديث الإطار القانوني الذي يحكم عمل قطاع الاتصالات، بما ينسجم مع حاجاته.
وإضافة إلى ذلك، تعد هذه الوحدة الوثائق المتعلقة بالنزاعات والشكاوى، التي تحال إليها من قبل «الهيئة المنظمة للإتصالات»، كما أنها تتوسط بين مقدمي خدمات الاتصالات والإدارات المختصة والبلديات، بما يتعلق باستخدام الأملاك العامة.
وحدة الإعلام وشؤون المستهلكين
تشرف هذه الوحدة على جميع المواد الإعلامية، بهدف زيادة نسبة وعي الجمهور وحماية مصالح المستهلكين، من خلال الترويج للشفافية. وبالإضافة إلى الرد على الاستفسارات حول نشاطات «الهيئة المنظمة للاتصالات»، فالوحدة مسؤولة عن إقامة المنتديات والمحاضرات، وتوزيع التقارير والمنشورات، وإدارة المواقع الإلكترونية التابعة للهيئة.
وفي سياق دورها كصلة وصل بين المستهلكين والهيئة، تحضر هذه الوحدة الإحصاءات المتعلقة بالمستهلكين، الاستمارات، والتقارير والتحليلات، كما تتعامل مع شكاوى المستهلكين في ما يتعلق بالنزاعات بين مقدمي الخدمات والمشتركين.
أما الأقسام التي ترتبط مباشرة بالرئيس التنفيذي للهيئة، فهي: 
- قسم الشؤون الإدارية، ومهمته السهر على تطبيق النظام الداخلي للهيئة، وإدارة الموارد البشرية وأمانة سر إدارة الهيئة،
- قسم الشؤون المالية، وهو مسؤول عن إعداد مشروع الموازنة ومراقبة حسن تنفيذها وتتولي شؤون المحاسبة،
- قسم التدقيق الداخلي، ومهمته التدقيق بالموازنة وبحسابات الهيئة وفقا لما تقرره إدارة الهيئة.